# Blas Valera

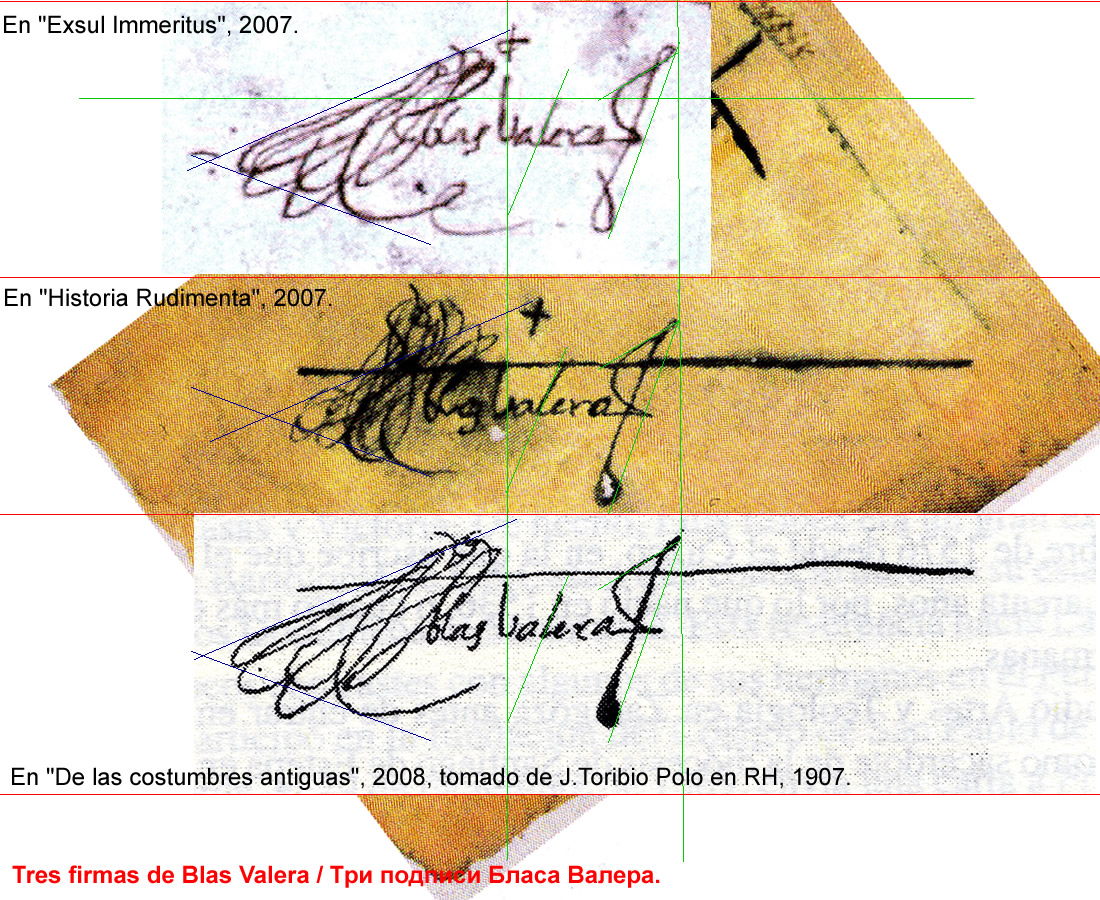
Drei Unterschriften von Blas Valera

Blas Valera (* 1545 in Chachapoyas; † vermutlich 2. April 1597 in Cádiz) war ein peruanischer Jesuit, Schriftsteller und Chronist.

## Leben
Sein Vater war Luis Valera, ein verdienter Mann aus dem Gefolge Francisco Pizarros, seine Mutter Francisca Peréz, eine Einheimische, deren Abstammung noch nicht restlos geklärt ist. Da er sehr kurz nach dem Fall des Inka-Imperiums lebte, war es ihm möglich, viele ehemals wichtige Personen (z. B. die sog. Amauta) kennenzulernen, deren Wissen er in seinen Werken verarbeitete. Blas Valera wird als der „erste peruanische Historiker“ oder auch als „Phantomchronist“ bezeichnet.
Er begann sein Studium in Trujillo und setzte es später in Lima fort. Er trat der Gesellschaft Jesu bei und wurde wegen seiner Kenntnisse des Quechua bald in verschiedenen Missionsgebieten der Jesuiten in Peru eingesetzt. Er war einer der ersten Mestizen, die in den Jesuitenorden aufgenommen wurden.
Zu seinen bedeutendsten Werken zählen „De Tahuantinsuyus prischis gentibus“ und „Historia Occidentales“, Werke, aus denen auch Inca Garcilaso de la Vega in seinen Texten häufig zitiert. Da ein großer Teil des Werkes Valeras bei einem Brand unwiederbringlich verloren ging, sind diese Zitate bei manchen seiner Texte das einzige, was von ihnen noch existiert. Im Jahr 1893 veröffentlicht der spanische Historiker Jiménez de la Espada ein Buch mit dem Titel „Relación del Jesuita Anónimo“, dessen Autorenschaft ebenfalls Blas Valera zugeschrieben wird.
Über seinen Tod gibt es verschiedene Theorien. Offiziell verstarb Blas Valera am 2. April 1597 bei einem Piratenangriff auf Cádiz. Anderen Quellen zufolge war dieser Tod aber nur vorgetäuscht, so wird in den folgenden Jahren noch von mehreren Treffen zwischen Blas Valera und Jesuiten in Bolivien und Peru berichtet, wo er angeblich unter anderem Namen seine Hauptwerke fertiggestellt haben soll. So soll er unter anderem unter dem Namen „Felipe Waman Puma de Ayala“ das Buch Nueva coronica y buen gobierno verfasst haben. So berichtet u. a. 1611 der Jesuit Giovanni Anello Oliva von einem Treffen mit Valera, das in Santa Cruz de la Sierra (Bolivien) stattgefunden haben soll.